# Gonçal Comellas Fàbrega
Gonçal Comellas Fàbrega (Avinyonet de Puigventós, 1945) és un violinista i director d'orquestra empordanès. Nascut al Mas Comellas d'Avinyonet, en una família sense cap músic, Gonçal Comellas recorda que la seva connexió amb la música la va copsar per primer cop quan "vibrava amb la música de les festes majors del poble". Va tenir com a primer professor de solfeig a Florenci Mauné. Continuà els seus estudis de piano amb Úrsula Sans. L'any 1957 es va traslladar de l'Empordà a Barcelona i es convertí en deixeble de Joan Massià al Conservatori Municipal de Barcelona, però també va rebre classes de B. Katone i Yehudi Menuhin.
Debuta a Barcelona com a concertista amb 14 anys i l'any 1962, amb disset anys, finalitza els estudis musicals amb les màximes qualificacions i amb Premi Extraordinari de violí i de Premi de Música de Cambra.
L'any 1967 el trobem com a solista al Palau de la Música Catalana, i el 1972 el mestre Yehudi Menuhin el proposa per tocar al Festival de la ciutat de Londres. Amb aquest concert va començar una llarga col·laboració entre tots dos que culminaria amb la interpretació conjunta del doble concert de Bach arreu d'Europa.
Va ser fundador del Quartet de corda Ciutat de Barcelona i ha col·laborat amb importants directors i orquestres. També ha participat amb importants festivals i ha enregistrat nombroses gravacions.
En els darrers temps s'ha dedicat a la direcció orquestral i, fins a l'any 1988 ha estat concertino a l'Orquestra Simfònica del Teatro de la Zarzuela.